# 가창중학교
가창중학교(嘉昌中學校)는 대한민국 대구광역시 달성군 가창면 냉천리에 있는 사립 중학교이다.

## 학교 연혁
- 1963년 10월 17일 : 가창고등공민학교 개교(초대 교장 박재석)
- 1967년 11월 29일 : 가창중학교 3학급 설립인가
- 1971년 9월 3일 : 강당 55평 신축
- 1979년 6월 16일 : 학교법인 가창학원 설립인가(초대 박세원 재단 이사장 취임)
- 1989년 1월 25일 : 강당 개축 준공
- 2000년 10월 15일 : 탁구장, 배드민턴장 개장
- 2001년 11월 22일 : 학교급식 시설 준공
- 2015년 4월 1일 : 대운동장 천연잔디 식재
- 2016년 10월 24일 : 제10대 재단이사장 박갑년 이사장 취임
- 2018년 12월 26일 : 다목적교실(강당) 및 식생활실 신축
- 2022년 1월 3일 : 제57회 졸업식(뮤지컬 특성화중학교지정 2회) (29명, 총 4,130명)
- 2022년 3월 2일 : 제60회 입학식 40명(남 12명, 여 28명)
- 2022년 9월 1일 : 제14대 서명자 교장 취임

## 참고 자료
- 가창중학교 - 한국교육학술정보원 학교알리미